# Dashanpusaurus dongi
Dashanpusaurus dongi Peng et al., 2005 è un dinosauro erbivoro appartenente ai sauropodi. Visse nel Giurassico medio (Bathoniano/Calloviano, circa 168 milioni di anni fa) e i suoi resti fossili sono stati ritrovati in Cina.

## Descrizione
Questo dinosauro è noto per numerosi esemplari, dei quali solo due sono stati finora descritti. L'esemplare più completo comprende buona parte della colonna vertebrale, costole, un'ulna, il cinto pelvico, una zampa posteriore; l'altro esemplare è costituito da resti di 12 vertebre dorsali, costole, il cinto pettorale sinistro, omero e radio sinistri. Dashanpusaurus doveva essere un sauropode di dimensioni medio - grandi, dotato di un collo lungo e (come tutti i sauropodi) di zampe colonnari. Le vertebre cervicali erano corte, e la zona tra il cinto scapolare e l'inizio del collo era costituito da vertebre dotate di spine neurali divise, come numerosi altri sauropodi del Giurassico cinese.

## Tassonomia
Dashanpusaurus è stato descritto per la prima volta nel 2005 sulla base di resti fossili provenienti dalla formazione Dashanpu nella regione del Sichuan. La città di Dashanpu dista solo sette chilometri da Zigong, la città presso cui sono stati ritrovati i fossili. L'epiteto specifico, dongi, si riferisce al paleontologo cinese Dong Zhiming (noto per numerosi studi sui dinosauri). 
Nello studio del 2005 in cui è stato descritto per la prima volta il materiale, Dashanpusaurus è stato accostato ai camarasauridi, una famiglia di sauropodi macronari noti soprattutto per il ben noto Camarasaurus nordamericano. Una riclassificazione dei macronari (e dei camarasauridi), però, potrebbe portare a collegare Dashanpusaurus ad altri sauropodi asiatici, come Abrosaurus (conosciuto nella stessa formazione e noto principalmente per materiale cranico, ma dal corpo probabilmente simile a quello di Dashanpusaurus), Mamenchisaurus e Omeisaurus. 